# Trimerotropis atacamensis
Trimerotropis atacamensis är en insektsart som först beskrevs av Philippi 1860.  Trimerotropis atacamensis ingår i släktet Trimerotropis och familjen gräshoppor. Inga underarter finns listade i Catalogue of Life.